# Distrikt Luricocha
Der Distrikt Luricocha liegt in der Provinz Huanta in der Region Ayacucho in Südzentral-Peru. Der Distrikt entstand während den Gründungsjahren der Republik Peru. Der Distrikt besitzt eine Fläche von 142 km². Beim Zensus 2017 wurden 5990 Einwohner gezählt. Im Jahr 1993 lag die Einwohnerzahl bei 4599, im Jahr 2007 bei 5089. Sitz der Distriktverwaltung ist die 2580 m hoch gelegene Ortschaft Luricocha mit 884 Einwohnern (Stand 2017). Luricocha liegt 5 km nordnordwestlich der Provinzhauptstadt Huanta.

## Geographische Lage
Der Distrikt Luricocha liegt im Andenhochland im südlichen Westen der Provinz Huanta. Im Westen wird der Distrikt vom Unterlauf des Río Cachi, im Nordwesten vom Río Mantaro begrenzt. Das Süden des Distrikts wird über den Río Luricocha zum Río Cachi entwässert.
Der Distrikt Luricocha grenzt im Westen an die Distrikte Chincho (Provinz Angaraes) und Marcas (Provinz Acobamba), im Nordwesten an den Distrikt La Merced (Provinz Churcampa), im Nordosten an den Distrikt Chaca sowie im Osten und im Südosten an den Distrikt Huanta.

## Ortschaften
Neben dem Hauptort gibt es folgende größere Ortschaften im Distrikt:
- Aycas (598 Einwohner)
- Azangaro (261 Einwohner)
- Huayllay (488 Einwohner)
- Intay (827 Einwohner)
- San Pedro de Pampay (229 Einwohner)
- Simpayhuasi (212 Einwohner)